# Partinello
Partinello (en cors Partinellu) és un municipi francès, situat a la regió de Còrsega, al departament de Còrsega del Sud. L'any 1999 tenia 89 habitants.

## Demografia
| 1962 | 1968 | 1975 | 1982 | 1990 | 1999 |
| ---- | ---- | ---- | ---- | ---- | ---- |
| 101  | 111  | 114  | 127  | 113  | 89   |

## Administració
| Període   | Identitat          | Partit | Qualitat |
| --------- | ------------------ | ------ | -------- |
| 2001-2008 | Mathieu-Jean Cardi |        |          |